# 戸谷菊之介
戸谷 菊之介（とや きくのすけ、1998年11月30日 - ）は、日本の男性声優。ソニー・ミュージックアーティスツ出身。

## 経歴
東京都出身（神奈川県出身とも）。2歳から7歳までは親の仕事の都合でタイ王国で生活していた。
3歳くらいから習いごととしてピアノを始めた。コンクールに出るほどの腕ではなかったが、20歳くらいまでピアノを続けていた。長くピアノを続けた理由は、音楽が好き・目立つことが好きだったから。練習にはストイックではなく、才能がないことにも気付いていたという。
高校時代は、YouTube、ニコニコ動画の演奏してみた系の曲を耳コピし、ゲーム音楽、アニソンを弾くようになり、好きな曲が弾けるようになる面白さがあったことから、ピアノを続けられたという。高校時代は、キーボード担当でメンバーが全員男子の、プリンセス プリンセスのコピーバンドをしていた時期もあった。しかしあくまでもピアノは趣味の一環で、音楽で大学を目指したり、「ミュージシャンになりたい」といった野望もなかった。
中学生の時はお笑い芸人のバカリズムに憧れており、お笑い芸人になりたいと考えていた。劇団ひとり、バカリズム、東京03、早見あかりが出演していたテレビ東京のコント番組『ウレロ☆シリーズ』を見て「めっちゃ楽しそうだな」と思ったことがきっかけだったという。
周囲を笑わせることが好きで高校生の頃にお笑いの部活を作りたいと思い、学校に掛け合ったが、「実績がないとできない」と言われ、友人達と有志団体を結成、文化祭、卒業パーティでコント、漫才をしていた。
お笑い部の立ち上げはできなかったが、高校では吹奏楽部に所属。ビッグバンドジャズも演奏できる部活だったため、最初はジャズピアノをカッコ良く弾きたくて入部したが、ピアノ希望者が多く部内でのオーディションで落選し、部活を辞めようかと考えていたところ、部活動のコーチに勧められトロンボーンを始めた。
芝居をしっかり意識したのは、最初は高校2年生の時であり、決定的だったのは高校3年生の時の文化祭である。高校進学時、演劇部にも興味があり、仮入部だけしたことがあった。その縁で高校演劇大会の助っ人を頼まれ、少し芝居の面白さを知った。高校3年生の時の文化祭ではクラス演劇をすることになったが、コント好きの血が騒いで、「脚本を書きたい！」と立候補していた。演劇を率先してする生徒もいなかったため、結果的に主役と脚本と舞台演出をしてもらい、「これは楽しいぞ！」と思い、その時はアメリカ合衆国のテレビドラマ『ハイスクール・ミュージカル』のような感じだったという。高校生ではもともとピアノの素養があったため、トロンボーンをやりはじめ、そこで鍛えたトロンボーンの腕前は、彼の公式YouTubeチャンネル『TOYA JAZZ KIKU JAZZ』で披露されている。実力派インストゥルメンタル・ジャズバンド、Calmeraとコラボレーションし、ジャズのスタンダードナンバーやアニソンのジャズアレンジの演奏動画を投稿し、注目を集めていて、「トロンボーンは高校を卒業してもつづけていましたけど、まさかプロの方と一緒に演奏できることになるとは、自分でもビックリで（笑）。この楽器をやっていたおかげで、『ウインドボーイズ！』という吹奏楽を題材にしたゲーム作品でトロンボーン担当キャラクターを演じる機会もいただけて、やってて良かったと思いました」と語っている。
高校卒業後にどうしようかと思い、芸人の事務所、養成所のオーディションをいくつか受けて演技のワークショップを受けたことがあり、芝居でも人を笑わせることができるんだということを知り、芝居にも興味が出るようになる。テレビアニメ『涼宮ハルヒの憂鬱』がきっかけで深夜アニメを見るようになった。その後、本格的に熱中したのは『Re:ゼロから始める異世界生活』で「うわっ、こんな面白いアニメがあるんだ！」と、毎週オンエアを追うようになり、出演声優のほかの番組、ラジオをチェックしたり、派生コンテンツにも手を出すようになった。ほかのアニメ作品も追うようになり、当時、『Re:ゼロから始める異世界生活』のレム役を演じていた水瀬いのりがグランプリを獲ったオーディションだったことからアニストテレスを受けようと思ったという。
芝居をする役者という意味で、声優も魅力的に感じていた。当時は声優については、アニメファンとしての漠然としたイメージしか持てていなかったが、一次の書類審査を通過して、二次審査の面接もクリアしたくらいで、「もしかしたらイケるんじゃないか？」と本気に火がついた。審査の課題のなかに、アニメのセリフを披露する実技試験もあったため、芝居の参考にしたい声優を真似てみたり、アニメを研究して挑みていた。審査では、その頃、夢中で見ていた『ジョジョの奇妙な冒険』の空条承太郎を演じた。空条承太郎役の小野大輔は、『涼宮ハルヒの憂鬱』の古泉一樹役を演じていたため、縁を感じており、2023年時点では会ったことがないため、「いつかご一緒できたらうれしいですね」と語っている。また、憧れていた声優として、念願だった事務所に所属できたことに対して、「うれしかったし、やる気満々でしたけど、声優の世界は、養成所に通ってデビューする方のほうが圧倒的に多いんです。僕は事務所オーディション出身だから、ちゃんとした声優のレッスンというものをそれまで受けたことがなかった」と語っている。
「SMAに入ってから、いろんな作品のテープオーディションを受けさせていただけたんですけど、お芝居についてはマネージャーさんに教わり、実践とレッスンを同時にやっていた感じでした。それが本当に大変で。ちゃんと基礎から演技力や表現力を身につけていかないと、この先もダメだなというのは、すごく感じていました」と語っている。
18歳の時に受けた2017年10月、ソニー・ミュージックアーティスツが主催するオーディション「第6回アニストテレス」にて、特別賞を受賞。声優として芝居を頑張ろうと決めた。その後、2019年6月に、緒方恵美が次世代声優育成のための無料私塾“Team BareboAt”が開講され、その第一期生の募集を始めたの受けて、「これだ！」と思い、「あの緒方恵美さんから直接お芝居を教えていただけるなんて、なかなか経験できることじゃない。初心者もプロも指導してもらえると聞いて、これはオーディションを受けるしかないな」と思ったという。緒方との面接では「レッスンもまったく受けたことがなくて、どうすれば良いかわからないんです」と正直に言って、実技を見てもらって、運良く合格できたという。その結果、レッスンを受けさせてもらえることになったという。
「Team BareboAt」で緒方恵美に演技の基礎を叩き込まれていった戸谷は、2020年、MMORPGモバイルゲーム『我的起源』のモブ役で念願の声優デビューを果たし、翌2021年には青春育成ゲーム『ウインドボーイズ！』で初めて、メインキャストのひとり、清嶋桜晴を演じる。
声優デビュー当初は「収録のときは、自分でもそこそこできたんじゃないかな、と思ったんですが、作品がリリースされたあとに自分の声を聞いてみたら、“そこはそうじゃない！”と感じてしまうセリフもたくさんあった」と語っている。ほかのキャラクターを演じた先輩声優については、「すごくお上手なんですよ。」と褒めている。
2022年、テレビアニメ『チェンソーマン』のデンジ役で初主演を務める。最初はテープオーディションだったが、受かったら良いなくらいの軽い気持ちだったが、スタジオオーディションまで行けたという報告がきて、戸谷も事務所のスタッフも、すごくワクワクしていて、スタジオオーディションでは、それまでのアニメのオーディションと違って、ナチュラルでリアルなお芝居を求められ、ちょうどそのころ、戸谷自身がリアル志向のお芝居にハマっていた時期だったため、すごく手応えがあり、主演に決まる。
初主演となった大ヒットTVアニメ『チェンソーマン』の主人公・デンジ役で脚光を浴びた。
2024年、『チェンソーマン』が話題になったため、第十八回 声優アワード 新人声優賞受賞。

## 人物
少年期と青年期の狭間を感じさせる、張りのある涼やかな声を持つ。
明るい笑顔に気さくな人柄が滲み出る、爽やかなルックスが特徴。
初主演となった2022年の大ヒットTVアニメ『チェンソーマン』の主人公・デンジ役で脚光を浴び、ソニーミュージックグループが手掛ける多次元アイドルプロジェクト『UniteUp!』でアイドルを目指す少年・清瀬明良役として、歌やダンスを披露し、TVアニメ『七つの大罪 黙示録の四騎士』のドニー役、『柚木さんちの四兄弟。』の柚木尊役など、注目作品のメインキャストにも名を連ね、次世代を担う若手声優として期待を集めている声優である。
アニメやゲーム、朗読劇など、幅広いジャンルでその声をいかした活動を展開している若手の注目株であり、また、YouTubeチャンネルでは、声の演技以外の特技を見せ、その多才ぶりを発揮している。
特技はピアノ、ジャズトロンボーン、野球。
兄と姉がいる末っ子。
自身の性格については気を遣える性格であるという。
目立つのが好き。目立てるという理由でコンクールに出られるほどの腕はなかったが長期間ピアノをしており、「『戸谷くん、すごい！』とみんなが褒めてくれるんですよ。」と当時を語っている。また、ピアノの素養はもともとあったという。
『ウインドボーイズ！』で初めてメインキャラを演じた際は、芝居に関しては少しは頑張れたかな、と語っている。
『チェンソーマン』の自身の演技に関しては、「めっちゃ良いお芝居が出てきた」と振り返っている。また、注目作の主人公を演じたことで、イベントや配信番組への出演、雑誌のインタビューなどの仕事も多数の経験しているという。
リアル志向の芝居に自分がハマっていると語っており、アニメ『SSSS.GRIDMAN』と『BEASTARS』から受けた影響が大きいという。特に『SSSS.GRIDMAN』は、「こんなにリアルなアニメがあるんだ！」と驚いたという。
芝居に関しては、人とは違うことについ挑戦したくなってしまうといい、とくにコミカルな役柄では“ふざけたい”気持ちが発動してしまうという。
野球部にいた経験があるため、デカい声を出すのは得意だし、喉も体ももともと強いと言っている。
芸人を目指していた時には大小いろいろな事務所のオーディションを受けた経験を持ち、芸人の事務所に受かることはなかったためタレントの事務所のオーディションに変更した際に、「オーディションで短い劇をやって、アドリブをバンバン入れたらすごくウケた」と語っており、お笑いの才能も持っている。とにかくどこかの事務所に入りたかった戸谷は、タレント事務所のオーディションの後には俳優や声優のオーディションを受け続けており、多くのオーディション経験を持っている
声優以外のやりたい仕事は、ジャズのインストゥルメンタル曲は作曲したことがあるし、個人のライブイベントで、ピアノの弾き語りやトロンボーンの演奏はやっているので、作詞作曲やオリジナルのポップスを書いて弾き語りをしてみたいという。
お笑い好きなので、「お笑い芸人といつかコントとかやらせてもらえないですかね！？」と語っている。
『チェンソーマン』でメインキャラクターをやるまで、アニメのアフレコはモブキャラの数ワードしか収録した事が無かったが、インタビューで現場について聞かれた際に「このアフレコ現場は他とは違う」と語っている。

## 出演
太字はメインキャラクター。

### テレビアニメ
2022年
- 東京24区（デモ隊）
- ヒロインたるもの!〜嫌われヒロインと内緒のお仕事〜（宮沢、お客さん、男子生徒）
- チェンソーマン（デンジ）
- 4人はそれぞれウソをつく（男子生徒③）

2023年
- UniteUp!（2023年 - 2025年、清瀬明良） - 2シリーズ
- うちの会社の小さい先輩の話（男性社員A）
- 柚木さんちの四兄弟。（柚木尊）
- 豚のレバーは加熱しろ（若い衆、警備）
- 七つの大罪 黙示録の四騎士（2023年 - 2024年、ドニー） - 2シリーズ
- 冒険者になりたいと都に出て行った娘がSランクになってた（アシュクロフト）

2024年
- 結婚指輪物語（料理人）
- 黒執事 -寄宿学校編-（チェスロック）
- WIND BREAKER（兎耳山丁子）
- 魔法科高校の劣等生（九島光宣）
- 【推しの子】（キザミ代役）
- 逃げ上手の若君（吹雪）
- 魔法使いになれなかった女の子の話（テツ＝レイルウェイ）
- やり直し令嬢は竜帝陛下を攻略中（ハディス・テオス・ラーヴェ）
- 青のミブロ（2024年 - 2025年、藤堂平助）
- 2.5次元の誘惑（三田俊史）

2025年
- 不遇職【鑑定士】が実は最強だった（アイン）
- 異修羅（六分儀のシロク）
- 天久鷹央の推理カルテ（加賀谷正志）
- はーい!ミャクミャクです（ナオヤ）
- 男女の友情は成立する?（いや、しないっ!!）（夏目悠宇）
- あらいぐま カルカル団（カラスの皆さん、パトラッシュ風の犬の皆さん）
- 薫る花は凛と咲く（宇佐美翔平）
- 雨と君と（テル）

時期未定
- 花ざかりの君たちへ（中津秀一）

### 劇場アニメ
- 夏へのトンネル、さよならの出口（2022年）
- 劇場版 チェンソーマン レゼ篇（2025年、デンジ[45]）

### ゲーム
2020年
- 我的起源（レオナルド、兵士B、エンジニア）

2021年
- ウインドボーイズ!（清嶋桜晴）

2022年
- 束縛彼氏（新藤暁）
- モンスターストライク（2022年 - 2024年、デンジ、白蛇伝、デルモステル）

2023年
- 共闘ことばRPG コトダマン（デンジ / チェンソーマン）
- ONE.（住井護）
- ＃コンパス 戦闘摂理解析システム（デンジ）

2024年
- 泡沫のユークロニア（藍白）
- 九魂の久遠（スチュワート）
- 転生したらスライムだった件 テンペストストーリーズ（リト）
- 護縁（イソ・オラク）
- 18TRIP（北片生行）
- カルドアンシェル（スチュワート、ダストン・ウォーロード、ガソル、インペリアル♂）

2025年
- 勿ノ怪契リ（千暁）

### ドラマCD
- グライフナーゲル（2018年、ノイン・ツィヒ）
- レモンスカッシュスコア（2023年、結城日向[64]）

### ボイスコミック
- 魔男のイチ（2025年、イチ）[65]

### 吹き替え

#### 映画
- ジュラシック・ワールド（2025年、ザック・ミッチェル〈ニック・ロビンソン〉[66]）※ザ・シネマ版

#### アニメ
- ミュータント・タートルズ:ミュータント・パニック!（2023年、ミケランジェロ[67]）
- テイルズ・オブ・ザ・ミュータント・タートルズ（2024年、ミケランジェロ[68]）

### 舞台
- 劇団ハーベスト 第15回公演「肉体改造クラブ・女子高生版」（2019年2月18日 - 24日、小劇場B1）[69]
- しゅうくりー夢Vol.65「ラヴィアンローズ」（2021年3月24日 - 28日、ザ・ポケット）[70]

### 朗読劇
- 音楽朗読劇団 18馬力 旗揚げ公演「類が友呼ぶことわざ奇縁」（2018年2月2日・3日、APOCシアター）
- Team BareboAt 実験公演 vol.1「#囁きの花束2021 -healing reading live-」（2021年3月7日、晴れたら空に豆まいて）[71]
- Act Session Vol.1「喜笑転結」（2022年2月12日・13日、浅草九劇）[72]
- 朗読劇「ネコたん！〜猫町怪異奇譚〜」（2024年5月10日、あうるすぽっと）[73]
- 声優朗読劇フォアレーゼン〜アクション・ペインター 白髪一雄〜（2024年8月25日、あましんアルカイックホール・オクト）[74]

### CM
- どん兵衛「どんぎつねシーズン2 秋祭 篇」（2022年）テレビCM  - 青年役[75]

### ラジオ
※はインターネット配信。
- ラジオダブルディア シーズン6（2023年1月10日 - 3月25日、ラジ友※）[76]
- 梅田修一朗 戸谷菊之介のこいこいラジオ（2023年4月15日 - 、ラジ友※）
- MAN TWO MONTH RADIO 戸谷菊之介のとやかく言わずに聞くのすけ！（2023年6月2日 - 7月28日、超!A&G+※）[77]

### テレビ番組
- 声技の英雄（2021年 - 2022年、TOKYO MX）[78]

### テレビドラマ
- バンカケ〜警視庁自動車警ら隊（2023年3月27日、テレビ東京） - 酒巻圭太役[79]

### MV
- オワリカラ「fetish!」（2021年）

### その他コンテンツ
- 『さよなら、誰にも愛されなかった者たちへ』PV（2023年、佐倉至[80]）
- ドラえもん&Fキャラオールスターズ ゆめの町、Fランド（2024年、母伊浩美）[81]

## ディスコグラフィ

### キャラクターソング
| 発売日   | 商品名                       | 歌                                                                                   | 楽曲                                | 備考                                             |
| 2021年   | 2021年                       | 2021年                                                                               | 2021年                              | 2021年                                           |
| -------- | ---------------------------- | ------------------------------------------------------------------------------------ | ----------------------------------- | ------------------------------------------------ |
| 12月17日 | ハレハレヤ                   | KIKUNOYU（戸谷菊之介）                                                               | 「ハレハレヤ」                      | 『UniteUp!』関連曲                               |
| 2022年   |                              |                                                                                      |                                     |                                                  |
| 10月14日 | いいの                       | KIKUNOYU（戸谷菊之介）                                                               | 「いいの」                          | テレビアニメ『UniteUp!』第1話エンディングテーマ  |
| 12月9日  | 吠えろ！クロスファイヤー     | KIKUNOYU（戸谷菊之介）                                                               | 「吠えろ！クロスファイヤー」        | 『UniteUp!』関連曲                               |
| 2023年   |                              |                                                                                      |                                     |                                                  |
| 1月18日  | Unite up!                    | UniteUp!                                                                             | 「Unite up!」                       | テレビアニメ『UniteUp!』オープニングテーマ       |
| 2月26日  | YOU                          | PROTOSTAR                                                                            | 「YOU」                             | テレビアニメ『UniteUp!』第6話挿入歌              |
| 3月5日   | トリプレット                 | PROTOSTAR                                                                            | 「トリプレット」                    | テレビアニメ『UniteUp!』第7話エンディングテーマ  |
| 4月9日   | ユメノトビラ                 | 清瀬明良（清瀬明良）、高尾大毅（助川真蔵）、春賀楽翔（masa）                         | 「ユメノトビラ」                    | テレビアニメ『UniteUp!』第11話エンディングテーマ |
| 4月19日  | 星瞬 My wish! EP             | PROTOSTAR                                                                            | 「星瞬 My wish!」                   | テレビアニメ『UniteUp!』第12話挿入歌             |
| 5月24日  | レモンスカッシュスコア vol.1 | Chroma7ree                                                                           | 「HONEY FLOWER」 「We wanna Dive!」 | キャラクターCD『レモンスカッシュスコア』関連曲   |
| 6月14日  | Unite up!                    | PROTOSTAR                                                                            | 「吠えろ！クロスファイヤー」        | テレビアニメ『UniteUp!』第2話エンディングテーマ  |
| 10月25日 | シュガーHi Hi！              | PROTOSTAR                                                                            | 「シュガーHi Hi！」                 | 『UniteUp!』関連曲                               |
| 12月6日  | レモンスカッシュスコア Vol.3 | 結城日向（戸谷菊之介）、藤堂暁（白井悠介）、橘千紘（石谷春貴）、麻倉瑛都（住谷哲栄） | 「Be yourself!」 「Snapping」       | キャラクターCD『レモンスカッシュスコア』関連曲   |

### ユニットメンバー
1. ↑  清瀬明良（戸谷菊之介）、直江万里（山口諒太郎）、五十鈴川千紘（平井亜門）、高尾大毅（助川真蔵）、二条瑛士郎（森蔭晨之介）、東郷楓雅（坂田隆一郎）、春賀楽翔（masa）、桂ほまれ（下前祐貴）、香椎一澄（馬越琢己）、若桜潤（坪倉康晴）、森ノ宮奏太（高本学）
2. 1 2 3 4 5  清瀬明良（戸谷菊之介）、直江万里（山口諒太郎）、五十鈴川千紘（平井亜門）
3. ↑  結城日向（戸谷菊之介）、高松悠生（安田陸矢）、相良理央（永塚拓馬）、藤堂暁（白井悠介）、橘千紘（石谷春貴）、麻倉瑛都（住谷哲栄）、宝生湊（土岐隼一）

### シリーズ一覧
1. ↑  第1期（2023年）、第2期『-Uni:Birth-』（2025年）
2. ↑  第1期（2023年 - 2024年）、第2期（2024年）